# Сольдати, Марио
Ма́рио Сольда́ти (итал. Mario Soldati; 17 ноября 1906[…], Турин — 19 июня 1999[…], Tellaro, Лигурия) — итальянский писатель, сценарист, кинорежиссёр.

## Биография
Родился в Турине 17 ноября 1906 года. Учился в иезуитской школе Istituto sociale. В 1925 году опубликовал драму «Пилат». 
В 1927 году после окончания факультет истории искусств, написав дипломную работу о творчестве художника Боккаччо Боккаччино, работал в Галерее современного искусства в Турине. Получил трёхлетнюю стипендию Института искусств в Риме. 
В 1929 году написал сборник рассказов «Салмакида» (Salmace). В начале третьего года учёбы в Риме получил стипендию Колумбийского университета и переехал в США.
В 1931 году Марио Сольдати вернулся в Италию, женился и устроился на работу секретарём режиссёра на киностудии «Cines-Pittaluga». При содействии президента студии Эмилио Чекки стал сценаристом, продолжая сотрудничать с Марио Камерини в качестве помощника режиссёра. 
В 1934 году после провала фильма «Сталь» (Acciaio) Сольдати был уволен с работы. Он переехал в Орта-Сан-Джулио на озере Орта, где в течение двух лет работал над автобиографической книгой «Первая любовь Америка» (America Primo Amore). В 1936 году по просьбе Марио Камерини вернулся в Рим.
В 1939 году снял первый комедийный фильм «Дора Нельсон». Фильм «Маленький старинный мирок» (Piccolo mondo antico, 1941) принёс Сольдати широкую известность и признание критики. Алида Валли, сыгравшая в нём свою первую драматическую роль удостоилась кубка Вольпи.
Ночью 14 сентября 1943 года Марио Сольдати вместе с Дино де Лаурентисом бежит из Рима в Неаполь. Позже он опубликует дорожные заметки под названием «Бегство в Италию» (Fuga in Italia, 1947). В течение 9 месяцев Сольдати жил в Неаполе, работая на городской радиостанции. По возвращении в Рим устроился военным корреспондентом в газеты «Avanti!» и «l’Unità» на Готской линии.
В 1949 году снял фильм «Побег во Францию» (Fuga in Francia), в работе над которым также приняли участие Чезаре Павезе и Эннио Флайано. Тогда же опубликовал сборник «Ужин с командором» из трёх рассказов («Зелёная куртка», «Отец сирот» и «Окно»), принёсший ему литературную премию Сан Бабила. 
В 1952 году снял фильм «Провинциалка» по роману Альберто Моравиа с Джиной Лоллобриджидой в главной роли, который был номинирован на Гран-при Каннского МКФ. 
В 1954 году он опубликовал роман «Письма с Капри», за который получил престижную премию Стрега.
Последний фильм Сольдати «Поликарп» (Policarpo, ufficiale di scrittura) получил премию Каннского фестиваля как лучшая кинокомедия. 
В 1964 году написал роман «Два города» (Le due Città), а в 1970 — «Актёр» (L’attore), за который получил Премию Кампьелло.
Марио Сольдати умер в 1999 году в округе Телларо коммуны Леричи в провинции Специя.

## Публикации
- Пилат / Pilato (tragedia in tre atti), Torino: Sei, 1925;
- Салмакида / Salmace (sei novelle), Novara: «La Libra», 1929; ripubblicato con una nota di Cesare Garboli, Milano: Adelphi, 1993; poi in «Oscar», Milano: Mondadori, 2009;
- Первая любовь Америка / America primo amore, Firenze: Bemporad, 1935, poi: Roma: Einaudi, 1945; Milano: Garzanti, 1956; Milano: Mondadori, 1959 e 1976; Milano: Emme Edizioni, 1975; Palermo: Sellerio, 2003;
- (Con lo pseudonimo di Franco Pallavera), 24 ore in uno studio cinematografico, Milano: Corticelli, 1935, poi (a nome proprio) in Palermo: Sellerio, 1985;
- La verità sul caso Motta, Milano: Rizzoli; 1941, poi Garzanti 1957, Mondadori, 1967 e 1973, Palermo: Sellerio 2004;
- L’amico gesuita (racconti), Milano: Rizzoli, 1943, poi Milano: Mondadori 1979;
- Corrispondenti di guerra, Palermo: Sellerio, 2009 (ma articoli risalenti al periodo);
- Бегство в Италию / Fuga in Italia, Milano: Longanesi, 1947; poi Milano: Edizioni Scolastiche Mondadori, 1969; poi Palermo: Sellerio, 2004;
- Ужин с командором / A cena col commendatore, Milano: Longanesi, 1950; poi Milano: Mondadori, 1961 e 1977 (i tre racconti: La giacca verde, Il padre degli orfani e La finestra sono stati pubblicati anche singolarmente da Palermo: Sellerio, 2005;
- L’accalappiacani, Roma: Atlante, 1953;
- Письма с Капри / Le lettere da Capri, Milano: Garzanti, 1954; poi Milano: Mondadori, 1961, 1976 e successive edizioni;
- Признание / La confessione, Milano, Garzanti 1955; poi Milano: Mondadori, 1959 e 1980; e Milano: Adelphi, 1991;
- Рассказы / I racconti, Milano: Garzanti, 1957;
- Il vero Silvestri, ivi, 1957; poi: Milano: Mondadori, 1959 e 1971;
- La messa dei villeggianti, ivi, 1959, 1982; e in «Oscar» 2007;
- Рассказы 1927—1947 / I racconti 1927—1947, Milano: Mondadori, 1960 (riedizione dei Racconti editi da Garzanti nel 1957);
- Canzonette e viaggio televisivo (poesie), Milano: Mondadori, 1962;
- Storie di spettri, ivi, 1962;
- Два города / Le due città, Milano: Garzanti, 1964, poi 1985; poi in «Oscar», Milano: Mondadori, 2006;
- La busta arancione, Milano: Mondadori, 1966, e ivi, 1984;
- I racconti del maresciallo, ivi, 1967;
- Fuori, ivi, 1968;
- Vino al vino. Viaggio alla ricerca dei vini genuini, ivi, 1969, poi: ivi, 1981;
- I disperati del benessere (viaggio in Svezia), ivi, 1970;
- Introduzione a Henry Frust, Il meglio, Milano: Longanesi, 1970;
- Актёр / L’attore, Milano: Mondadori 1970, poi: ivi, 1975, quindi Milano-Novara: Mondadori-De Agostini, 1986;
- 55 рассказов на зиму / 55 novelle per l’inverno, Milano: Mondadori, 1971;
- Vino al vino 2, ivi, 1971, poi Milano: Mondadori, 1981;
- Da spettatore. Cronache del cinema, ivi, 1973;
- Un prato di papaveri. Diario 1947-64, ivi, 1973;
- Il polipo e i pirati (fiaba illustrata), Milano: Emme Edizioni, s.d. [ma 1974];
- Lo smeraldo, Milano: Mondadori, 1974, poi: ivi, 1985;
- Lo specchio inclinato, ivi, 1975;
- Vino al vino 3, ivi, 1975, poi: ivi, 1981; i tre Vino al vino sono stati raccolti in unico volume da Milano: Mondadori nel 2006;
- Американская жена / La sposa americana, ivi, 1977, poi: ivi, 1980;
- Lettere a Mario Soldati, ivi, 1979;
- Addio diletta Amelia, ivi, 1979;
- 44 рассказа на лето / 44 novelle per l’estate, ivi, 1979;
- Небесная карта / La carta del cielo (antologia per la scuola media a cura di Natalia Ginzburg), Torino: Einaudi 1980;
- L’incendio, Milano: Mondadori, 1981;
- La casa del perché, ivi, 1982;
- Lo scopone, in collaborazione con Maurizio Corgnati, ivi, 1982;
- Nuovi racconti del maresciallo, Milano: Rizzoli, 1984;
- Архитектор / L’architetto, ivi, 1985;
- Приключение в Вальтеллине / L’avventura in Valtellina, Bari: Laterza, 1986;
- Ah! Il Mundial!, Milano: Rizzoli, 1986; poi: Palermo: Sellerio, 2008;
- El Paseo de Gracia, Milano: Rizzoli, 1987;
- Regione regina (raccolta di scritti già editi dedicati alla Liguria), Bari: Laterza, 1987;
- Rami secchi (ritratti e ricordi), Milano: Rizzoli, 1989;
- Opere. I: Racconti autobiografici, a cura di C. Garboli, Milano: Rizzoli, 1991;
- Opere. II: Romanzi brevi, a cura di C. Garboli, Milano: Rizzoli, 1992;
- Le sere, Milano: Rizzoli, 1994;
- Romanzi, «Meridiani», Milano: Mondadori, 2006;
- Romanzi brevi e racconti, «Meridiani», Milano: Mondadori, 2009.

## Фильмография
- 1938 — Княжна Тараканова / La principessa Tarakanova
- 1938 — Синьора из Монтекарло / La signora di Montecarlo
- 1939 — Два миллиона за улыбку / Due milioni per un sorriso
- 1939 — Всё для женщины / Tutto per la donna
- 1939 — Дора Нельсон / Dora Nelson
- 1941 — Маленький старинный мирок / Piccolo mondo antico
- 1942 — Трагическая ночь / Tragica notte
- 1942 — Призрак / Malombra
- 1945 — Кто есть Бог / Chi è Dio
- 1945 — Quartieri alti
- 1946 — Невзгоды синьора Траве / Le miserie del signor Travet
- 1946 — Евгения Гранде / Eugenia Grandet
- 1947 — Даниэле Кортис / Daniele Cortis
- 1948 — Бегство во Францию / Fuga in Francia
- 1950 — Quel bandito sono io
- 1950 — Словесная перепалка / Botta e risposta
- 1950 — Женщины и разбойники / Donne e Briganti
- 1951 — È l’amor che mi rovina
- 1951 — O.K. Nerone
- 1952 — Сон Зорро / Il sogno di Zorro
- 1952 — Приключения Мандрена / Le avventure di Mandrin
- 1952 — Три корсара / I tre corsari
- 1952 — Иоланда, дочь Чёрного Корсара / Jolanda, la figlia del Corsaro Nero
- 1953 — Провинциалка / La provinciale
- 1954 — Веер / Il ventaglino
- 1954 — Рука незнакомца / La mano dello straniero
- 1955 — Женщина с реки / La donna del fiume
- 1956 — Под небом Прованса / Sous le ciel de Provence
- 1957 — Была пятница, 17-е / Era di venerdì 17
- 1957 — Маленькая Италия / Italia piccola
- 1959 — Поликарп / Policarpo, ufficiale di scrittura